# Epanohori (Kefalonia)
Epanohori  este un oraș în Grecia în prefectura Kefalonia.